# Lawrenceville (Illinois)
Pour les articles homonymes, voir Lawrenceville.
Lawrenceville est le siège du comté de Lawrence, dans l'Illinois, aux États-Unis.

## Personnalités
- Philip B. Benefiel (1923-2019), sénateur de l'Illinois.

## Source
- (en) Cet article est partiellement ou en totalité issu de l’article de Wikipédia en anglais intitulé « Lawrenceville, Illinois » (voir la liste des auteurs).